# Усадьба Жирафов
Усадьба Жирафов (англ. Giraffe Manor) — небольшой особняк в Карене, пригороде Найроби в Кении. Вместе с Центром Жирафов является местом по реализации программы по сохранению жирафов Ротшильда. Здесь их разводят и выпускают обратно на природу, чтобы обеспечить существование подвида.
Усадьба была спроектирована по образцу шотландского охотничьего домика. Построена в 1932 году сэром Дэвидом Дунканом, членом семьи Макинтошей, владевшей известной кондитерской торговой маркой, на приобретенном им 61 гектаре земли на берегу реки Мбагати у южной границы Найроби. В 1960 году усадьба была приобретена инвестором, который сдавал её в аренду до тех пор, пока здание не пришло в негодность.
В 1974 году здание вместе с 6,1 гектара земли приобрели супруги Джок и Бетти Лесли-Мелвилс, затем ею были куплены ещё 24 гектара; ещё 16 гектаров были приобретены и подарены Питером Бирдом. Таким образом территория усадьбы стала занимать около 47 гектаров земли. Вскоре после покупки усадьбы, Бетти Лесли-Мелвилс узнала, что землю единственного места обитания жирафов Ротшильда в Кении, рядом с Элдорет, государство распродаёт под хозяйственную деятельность. Это привело бы к неминуемой гибели подвида.
На территории своей усадьбы она создала центр по спасению этих животных. Ныне он находится под эгидой Африканского фонда защиты исчезающих диких животных, основанного в 1972 году Джоком Лесли-Мелвилсом. По традиции питомцам здесь дают имена в честь людей, которые внесли значительный вклад в работу фонда.
В 1983 году сын Бетти Лесли-Мелвилс от первого брака, Рик Андерсон вместе с супругой переехал в усадьбу, и в следующем году открыл небольшой отель, где гости могли кормить жирафов через переднюю дверь и из окон спален. В усадьбе шесть спален, одна из которых меблирована вещами, завещанными писательницей Карен Бликсен. Все доходы от отеля тратятся на проекты фонда.
В разное время в усадьбе останавливались Мик Джаггер, Уолтер Кронкайт, Джонни Карсон, Брук Шилдс, Ричард Чемберлен, Ричард Брэнсон, Эван Макгрегор и Чарли Бурман. В марте 2009 года усадьбу приобрели супруги Майки и Таня Карр-Хартли. В настоящее время она является частью гостиничной сети Тамими-гроуп.